# Roman Dmitrijewitsch Jermakow
Roman Dmitrijewitsch Jermakow (russisch Роман Дмитриевич Ермаков, englische Transkription Roman Ermakov; * 6. Oktober 2004 in Wyborg) ist ein russischer Radrennfahrer, der im Straßenradsport aktiv ist.

## Sportlicher Werdegang
2022 stand Jermakow nach den Beschränkungen der UCI für russische und belarussische Sportler kurz vor dem Ende seiner Karriere im Radsport. Mit dem belgischen Cannibal Junior Team fand er jedoch eine Mannschaft, mit der er sich weiter dem Radsport widmen konnte. Mit dem Team gewann er die Gesamtwertung von Aubel-Thimister-Stavelot und das Eintagesrennen La Route des Géants. Als Dritter der Gesamtwertung der Watersley Junior Challenge und der Oberösterreich-Juniorenrundfahrt erreichte er weitere Spitzenplatzierungen.
Nach dem Wechsel in die U23 fuhr Jermakow zunächst für den slowenischen Club mebloJOGI Pro-concrete, bevor er im April nach Genehmigung des russischen Verbandes Mitglied im Team Cycling Team Friuli wurde, dem Nachwuchsteam des UCI WorldTeams Bahrain Victorious. Im September 2024 erzielte er seinen ersten internationalen Sieg in der Elite mit dem Gewinn des Grand Prix Kranj. Wenige Tage später folgte der zweite Erfolg bei der Ruota d’Oro.
Zur Saison 2025 erhielt Jermakow einen Profivertrag beim UCI WorldTeam von Bahrain Victorious.

## Erfolge
2022
- Gesamtwertung und Bergwertung Aubel-Thimister-Stavelot
- La Route des Géants - Saint-Omer–Ieper

2024
- Grand Prix Kranj
- Ruota d’Oro